# Rancho Grande
Rancho Grande è un comune del Nicaragua facente parte del dipartimento di Matagalpa.